# Руслан Райнов
Руслан Райнов е български тенисист роден на 6 февруари 1964 г. в София. Състезател за Купа Дейвис. За отбора на България за Купа Дейвис има пет победи и три загуби.
Треньор е във Виена (Австрия).